# Functor representável
Em teoria das categorias, dada categoria {\displaystyle C}, uma representação para um functor {\displaystyle F:C\to {\mathsf {Set}}} é um objeto {\displaystyle c\in C} junto a um isomorfismo natural
{\displaystyle \hom _{C}(c,-)\cong F,}
em que {\displaystyle \hom _{C}} denota o functor hom. Um functor representável é um functor {\displaystyle F:C\to {\mathsf {Set}}} admitindo representação.

## Elementos universais
Um elemento universal de um functor {\displaystyle F:C\to {\mathsf {Set}}} é um objeto {\displaystyle c\in C}, junto a um elemento {\displaystyle x\in F(c)}, tais que, para cada {\displaystyle d\in C,\,y\in F(d)}, há único morfismo {\displaystyle f:c\to d} em {\displaystyle C} com {\displaystyle F(f)(x)=y}. Noutras palavras, um elemento universal é um objeto inicial na categoria de elementos de {\displaystyle F}.
Representações do functor {\displaystyle F} correspondem biunivocamente a elementos universais de {\displaystyle F}. Com efeito, se {\displaystyle \psi :\hom _{C}(c,-)\cong F}, tem-se que {\displaystyle c\in C,\,\psi _{c}(1_{c})\in F(c)} é um elemento universal; se {\displaystyle c\in C,\,x\in F(c)} é elemento universal,
{\displaystyle \psi _{d}=(f:c\to d)\mapsto F(f)(x)\ :\ \hom _{C}(c,d)\cong F(d)}
é uma representação; e essas correspondências são inversas uma a outra.

### Setas universais
Sejam {\displaystyle a} objeto de um categoria {\displaystyle D} e functor {\displaystyle S:C\to D}. Uma seta universal {\displaystyle u:a\to S(c)} de {\displaystyle a} ao functor {\displaystyle S} é um elemento universal {\displaystyle c\in C,\,u\in \hom _{D}(a,S(c))} do functor {\displaystyle \hom _{D}(a,S(-)):C\to {\mathsf {Set}}}; noutras palavras, para cada {\displaystyle c'\in C} e seta {\displaystyle u':a\to S(c')}, há único {\displaystyle f:c\to c'} tal que {\displaystyle u'=S(f)\circ u}:
{\displaystyle {\begin{matrix}a&{\xrightarrow {u}}&S(c)\\&\searrow &\downarrow &\scriptstyle {S(f)}\\\scriptstyle {u'}&&S(c')\end{matrix}}}
Dualmente, uma seta universal {\displaystyle u:S(c)\to a} do functor {\displaystyle S} até {\displaystyle a} é um elemento universal {\displaystyle c\in C,u\in \hom _{D}(S(c),a)} do functor {\displaystyle \hom _{D}(S(-),a):C^{\mathrm {op} }\to {\mathsf {Set}}}.